# Apamea pernix
Apamea pernix là một loài bướm đêm trong họ Noctuidae.